# Punama breviceps
Punama breviceps är en insektsart som beskrevs av Frederick Arthur Godfrey Muir 1926. Punama breviceps ingår i släktet Punama och familjen sporrstritar. Inga underarter finns listade i Catalogue of Life.